# لوچانو بیانچاردی
لوچانو بیانچاردی (ایتالیایی: Luciano Bianciardi؛ ‏ تلفظ ایتالیایی: [luˈtʃa:no bjanˈtʃardi]؛ ‏ ۱۴ دسامبر ۱۹۲۲ – ۱۴ نوامبر ۱۹۷۱) روزنامه‌نگار، نویسندهٔ داستان کوتاه، رمان‌نویس. مترجم اهل ایتالیا بود.
او به میزان قابل توجهی به آشفتگی فرهنگی در ایتالیای پس از جنگ کمک کرد و به‌طور فعال با انتشارات، مجلات و روزنامه‌های مختلف همکاری کرد. مشخصه آثار او، دوره‌های طغیان علیه نهادهای فرهنگی است که خودش نیز به آن تعلق داشت و به تحلیل دقیق عادات اجتماعی در دوران معجزه اقتصادی ایتالیا پرداخت. او مترجم برخی آثار هنری میلر، جان استاین‌بک، جک لندن، ویلیام فاکنر، استیون کرین، فرد هویل، سیریل نورث‌کوت پارکینسون، ماری رنولت، ایروین شاو، آلدوس هاکسلی و ریچارد براتیگان به زبان ایتالیایی بود.
از فیلم‌هایی که وی در آن‌ها نقش داشته‌است، می‌توان به سیه‌پر نر و زندگی دشوار اشاره نمود.